# Erich Riedeberger
Erich Riedeberger (* 23. Januar 1903 in Stötteritz; † 4. Dezember 1969) war ein deutscher Turner und späterer Sportfunktionär.

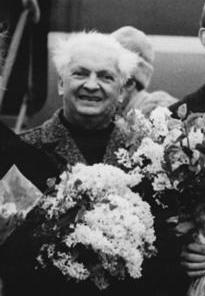
Erich Riedeberger (1968)

## Leben
Riedeberger war von 1957 bis zu seinem Tod 1969 Vizepräsident des Deutschen Turn- und Sportbundes sowie von 1958 bis 1969 Präsident des Deutschen Turnverbandes. Zudem war er jahrelang Funktionär im Nationalen Olympischen Komitee der DDR. Am 4. Oktober 1959 wurde ihm als Mitglied des Kollektivs der Sportschau zum III. Deutschen Turn- und Sportfest gemeinsam mit seiner Frau Hilda Riedeberger und Alfred Dittrich der Nationalpreis der DDR für „hervorragende Leistungen auf den Gebieten der Kunst und Literatur“ verliehen. 1963 wurde er mit dem Vaterländischen Verdienstorden in Silber und 1968 in Gold ausgezeichnet.
Als Organisator des Deutschen Turn- & Sportfestes gab er mehrere Bücher über diese Veranstaltung heraus.

## Werke
- Leipzig ruft wieder! 1. Deutsches Turn- und Sportfest. Hrsg. vom Festausschuß und Organisationsbüro des 2. Deutschen Turn- u. Sportfestes, Leipzig 1956
- Sammelband der Massenübungen des 2. deutschen Turn- und Sportfestes in Leipzig 1956. Zusammengestellt von Erich Riedeberger und Harry Kunze. Sportverlag, Berlin 1956